# نادي سودبوري
نادي سودبوري (بالإنجليزية: A.F.C. Sudbury)‏ هو نادٍ لكرة القدم مقره في سودبوري، سوفولك، بإنجلترا.